# Verkade (geslacht)
Verkade is een Nederlands geslacht, oorspronkelijk afkomstig uit Maasland. Het geslacht werd vooral bekend als oprichters van Verkade.

## Geschiedenis
De stamreeks begint met Pieter Leendertsz. Verkade die omstreeks 1583 werd geboren en was overleden in 1657. Hij was landbouwer in de Commandeurspolder, toentertijd gelegen in het ambacht Maasland dat deel uitmaakte van het Baljuwschap Delfland. Hij was vier keer getrouwd, en de geslachtslijn gaat door met de zoon Michiel Pietersz. Verkade (1619- c.1700-1710) uit het tweede huwelijk, die zich als landbouwer vestigde in de buurtschap Katwijk onder Pijnacker.
De kleinzoon Pieter (1659-1713), gedoopt en gestorven in Pijnacker, was Heilige Geest armmeester en schepen van Kethel. Diens gelijknamige zoon (1697-1766) was ook Schepen in Kethel en daarna meesterbakker en ten slotte marskramer en schepen in Zegwaart. Diens gelijknamige kleinzoon (1727-na 1792) was ook schepen te Zegwaart, terwijl diens wederom gelijknamige achterkleinzoon Pieter Verkade (1767-1848) notaris werd en burgemeester van Vlaardingerambacht en Zouteveen.

## Enkele telgen
- Pieter Verkade (1767-1848), notaris en burgemeester van Vlaardingerambacht en Zouteveen.
- Ericus Gerhardus Verkade (1835-1907), oprichter Verkade en Compagnie en eigenaar van de brood-, koek- en beschuitfabriek 'De Ruyter' te Zaandam.
  - Cornelis Pieter Verkade (1864-1934)
    - Pieter Eduard Verkade (1891-1979), scheikundige, hoogleraar en rector magnificus

  - Ericus Gerhardus Verkade (1868-1927), eerste opvolger bij Verkade, later directeur bij Gist- & Spiritusfabriek NV in Delft
  - Jan Verkade (1868-1946), kunstschilder.
  - Arnold H. Verkade (1872-1952), directeur van Verkade en in 1923 oprichter van de eerste Nederlandse Rotaryafdeling.
    - Co Verkade (1906-2008), directeur Koninklijke Verkade Fabrieken NV.

  - Eduard Verkade (1878-1961), toneelspeler, -regisseur en -directeur.
- Kees Verkade (1941-2020), beeldhouwer.